# 幻 (2004年の映画)
『幻』（まぼろし）は、2004年製作の日本映画である。TWILIGHT FILEシリーズの2作目にあたる。主演を友井雄亮が務めた他、森下千里、遠藤憲一、車だん吉らが出演した。新人の菅原万理恵、石山拓男、緑川崇らがオーディションにて抜擢された。

## 登場人物

### 主要人物
- 風間亮 - 友井雄亮
- 佐伯小夜 - 森下千里
- 田中カンザブロウ - 遠藤憲一
- 石井明彦 - 車だん吉
- 播磨治 - 木島尚志
- 小野田 - 山口粧太
- 東海林ミキ - 望月麻衣
- 彩子 - 天手千聖
- トージョー - 山本浩司
- 小夜の父 - 中孝舟
- 早川望 - 菅原万理恵
- 海道ヒデ - 石山拓男
- 雨宮ケン - 緑川崇

### その他
- 元田隆生
- 稗田彰
- 古田裕子
- 関根美保
- 宮島憲司
- 横山大樹
- 堀内和木
- 尾崎雄太
- 尾崎琢朗
- 辻りか
- 佐々木優樹
- 筒井秀樹
- 末永恵理
- 寺石知絵
- 奥村功
- 綿田大
- 清野佑椰
- 西ノ入菜月

## スタッフ
- 製作 - 神品信市
- エグゼクティブプロデューサー - 神品信市
- プロデューサー - 百々立夫
- 脚本 - 遠藤一平
- 監督 - 遠藤一平
- 助監督 - 滝口伸一
- 音楽ディレクター - TOSIMITSU
- 撮影 - 与那覇政之
- スチール - 石郷友仁
- 製作チーフディレクター - 西村克也
- 製作ディレクター -  山多裕生
- 製作企画担当 - 高山重樹、松坂久美子、小川泰史
- 制作協力 - 株式会社東京映画社、インターヴォーグ株式会社
- 企画協力 - バーニング養成所
- 製作 - ミライ・アクターズ・プロモーション（現MIRAI PICTURES JAPAN）
- 配給 - 株式会社MIRAI

## 主題歌
Ride On Heaven
作詞・作曲・編曲：TOSIMITSU、歌：角谷直紀&田代由香

## DVD
2005年発売
- 発売：株式会社マジカル、エイベックス・マーケティング・コミュニケーションズ株式会社
- スタンダード・エディション（DVD1枚組）
映像特典は「劇場予告編・メイキング」「製作発表・インタビュー・対談」

## 関連商品
- パンフレット・ポスター・台本（2005年より発売、MIRAI）